# روبرت جومني
روبرت جومني (مواليد 4 يونيو 1998) هو لاعب كرة قدم بولندي يلعب كمدافع في نادي آوغسبورغ.

## روابط خارجية
- روبرت جومني على موقع الاتحاد الأوربي (الإنجليزية)
- روبرت جومني على موقع قاعدة بيانات كرة القدم.إي يو (الإنجليزية)
- روبرت جومني على موقع ليكيب (الفرنسية)
- روبرت جومني على موقع ناشيونال فوتبول تيمز (الإنجليزية)
- روبرت جومني على موقع Soccerway.com (الإنجليزية)
- روبرت جومني على موقع عالم كرة القدم.نت (الإنجليزية)
- روبرت جومني على موقع AS.com (الإسبانية)